# قضة أريحاوية
قضة أريحاوية (الاسم العلمي:Halothamnus hierochunticus) هي نوع من النباتات يتبع جنس القضة من الفصيلة القطيفية.